# Skiatook
La ville de Skiatook est située dans les comtés d’Osage et Tulsa, dans l’État d’Oklahoma, aux États-Unis. Sa population s’élevait à 7 397 habitants lors du recensement de 2010, estimée à 7 880 habitants en 2015.